# Mike Pondsmith
Mike Pondsmith est un concepteur américain de jeux de rôle, de jeux de plateau et de jeux vidéo, né le 14 avril 1954.
Il est surtout connu pour son travail chez l'éditeur R. Talsorian Games où il a développé la majorité des gammes de jeux de rôle de la société depuis sa fondation en 1982. Pondsmith est ainsi l'auteur de Mekton (en) (1984), Cyberpunk 2020 (1988) et Château Falkenstein (1994). Il a également contribué au jeu de rôle Donjons et Dragons dans les décors de campagne Royaumes oubliés et Oriental Adventures ; il a eu plusieurs postes différents dans la création de jeux vidéo, et a été l'auteur ou co-auteur de plusieurs jeux de plateau. Pondsmith a également été enseignant au DigiPen Institute of Technology.

## Jeunesse
Les parents de Michael Alyn Pondsmith sont une psychologue et un officier de l'armée de l'air. Leur famille a voyagé avec lui pour l'armée de l'air pendant les 18 premières années de sa vie. Il a fait ses études à l'université de Californie à Davis, d'où il est sorti avec un Bachelor of Arts en conception graphique et un Bachelor of Science en psychologie comportementale.:207 Pondsmith se souvient avoir créé des jeux dès l'enfance, mais ce n'est qu'à l'université qu'il a découvert les jeux de rôle sur table quand un de ses amis a obtenu un exemplaire du jeu original Donjons & Dragons (D&D). Ayant beaucoup d'expérience des wargames nautiques, il s'est intéressé aux mécaniques de jeu de D&D mais pas à l'univers de fantasy qui y est présenté,. Son intérêt a grandi quand il a obtenu un exemplaire de Traveller, un jeu de rôle de science-fiction publié en 1977 par Games Designers' Workshop. Peu satisfait de ses mécaniques, Pondsmith a réécrit le jeu pour son usage personnel sous le nom Imperial Star. Pondsmith devait ultérieurement nommer Traveller le meilleur jeu de rôle qu'il ait connu, dans le livre Hobby Games: The 100 Best,[source insuffisante].

## Début de carrière
Avant de devenir auteur de jeux de rôle sur table, Mike Pondsmith a travaillé dans la conception graphique dans l'industrie du Jeu vidéo. Son premier emploi à la sortie de l'université a été de créer l'emballage et les publicités pour la société California Pacific Computer Company (CPCC), depuis disparue. Au départ, cette entreprise se focalisait sur le ré-emballage de jeux japonais pour le marché occidental. Il a ensuite travaillé sur les graphismes de jeux originaux produits par Bill Budge et pour les premiers jeux de la série Ultima, conçus par Richard Garriott, tous publiés par CPCC. Pondsmith a perdu son emploi chez CPCC à cause de problèmes que subissait le propriétaire de l'entreprise. Il a commencé à travailler dans la composition à l'université de Californie à Santa Cruz. Pondsmith pensait pouvoir faire mieux que le système de combat de Traveller, et a donc créé le jeu Imperial Star au début des années 1980 pour son plaisir personnel.
Selon Mike Pondsmith, il n'y avait pas grand-chose à faire dans la conception de jeux vidéo au début des années 1980, principalement à cause des limites de la technologie existante. La plupart des jeux publiés par CPCC étaient pour des ordinateurs Apple II. Mais il connaissait les jeux de rôle sur table et y jouait, et il s'est donc intéressé à leur conception (voir Cyberpunk 2020). Grâce à son emploi dans la typographie, il avait accès à des ordinateurs très modernes pour l'époque, équipés de logiciels de maquette de livres et de magazines. De par cet accès, il a écrit Mekton, un jeu de mechas inspiré par les mangas japonais qu'il avait lus dans le passé. Ses jeux de rôle sur table ont eu assez de succès pour que la conception de jeu prenne le pas sur sa carrière initiale de conception graphique (même s'il a continué à faire la maquette et la conception graphique de la plupart des livres de R. Talsorian Games).